# Phytoecia nigrohumeralis
Phytoecia nigrohumeralis là một loài bọ cánh cứng trong họ Cerambycidae.